# Josep Vilaseca
Josep Vilaseca i Casanovas (Barcellona, 10 ottobre 1848 – Barcellona, 19 febbraio 1910) è stato un architetto spagnolo e il principale rappresentante del pre-modernismo catalano.
Dopo aver studiato architettura a Madrid ed essersi laureato nel 1873, ha viaggiato attraverso la Germania insieme a Lluís Domènech i Montaner. Nel 1874 era già professore alla Escola Tècnica Superior d'Arquitectura de Barcelona e lo rimase fino alla sua morte.
Tra le sue opere principali si ricorda soprattutto l'Arco di Trionfo realizzato per l'Esposizione universale del 1888 e la Casa Bruno Cuadros su La Rambla. 

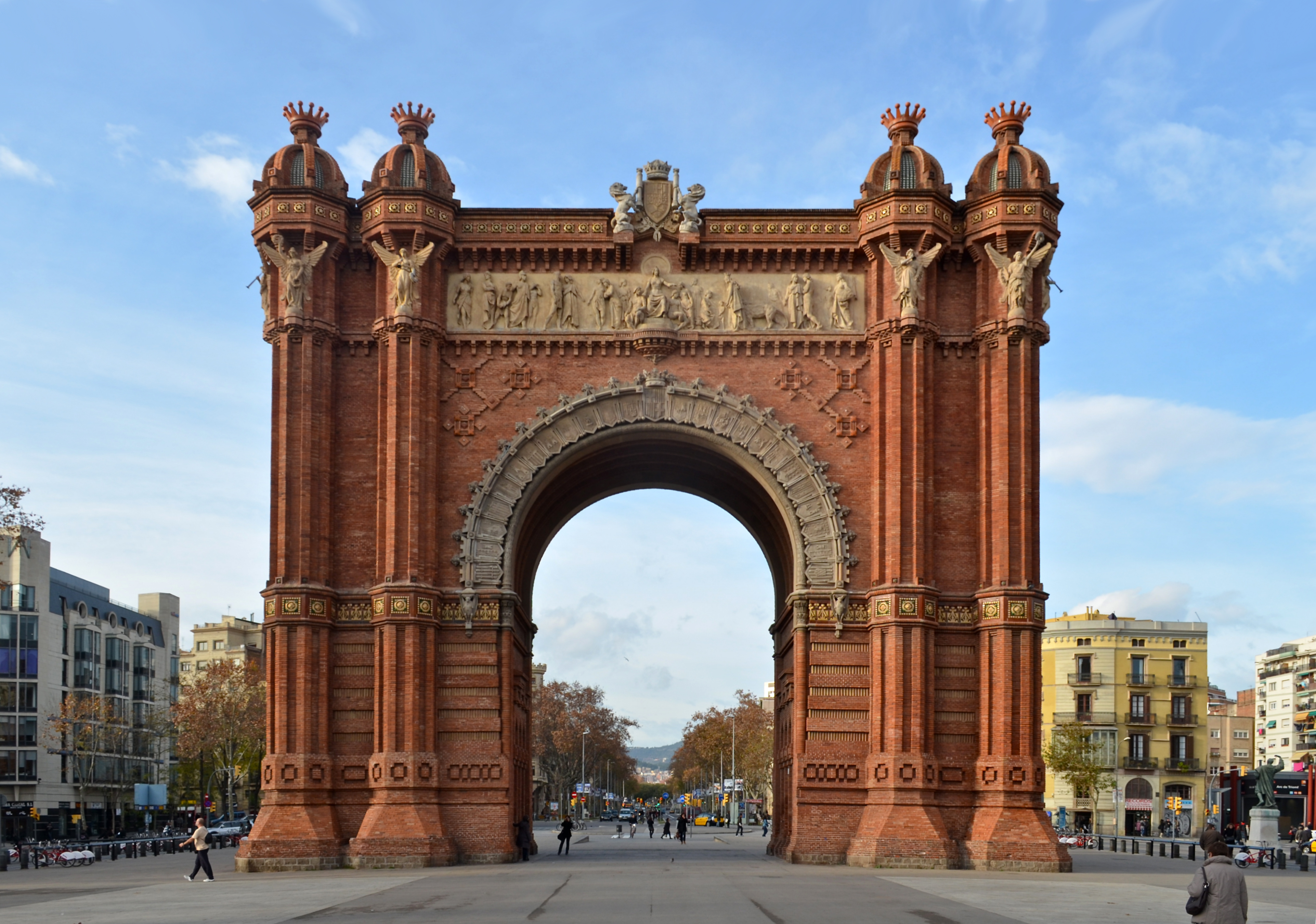
L'Arco di Trionfo di Barcellona

La sua architettura è un esempio dell'evoluzione dal tardo classicismo al modernismo avvenuta nell'architettura catalana nell'ultimo terzo del XIX secolo ed è influenzata in modo particolare dall'opera di Viollet-le-Duc e dalla conoscenza delle correnti che si stavano affermando in Europa, in particolare in Francia e Germania.